# Kanton Brezolles
Kanton Brezolles (francouzsky Canton de Brezolles) je francouzský kanton v departementu Eure-et-Loir v regionu Centre-Val de Loire. Tvoří ho 18 obcí.

## Obce kantonu
- Beauche
- Bérou-la-Mulotière
- Brezolles
- Châtaincourt
- Les Châtelets
- Crucey-Villages
- Dampierre-sur-Avre
- Escorpain
- Fessanvilliers-Mattanvilliers
- Laons
- La Mancelière
- Montigny-sur-Avre
- Prudemanche
- Revercourt
- Rueil-la-Gadelière
- Saint-Lubin-de-Cravant
- Saint-Lubin-des-Joncherets
- Saint-Rémy-sur-Avre